# Campeonato de Primera B 2003-04 (Argentina)
La temporada de la Primera B 2003-04 fue la LXXI edición del campeonato de tercera división del fútbol argentino en el orden de los clubes directamente afiliados a la AFA. Dio comienzo el 16 de agosto de 2003 y finalizó el 4 de julio de 2004. Fue disputado por 22 equipos.
Los nuevos equipos participantes son el ascendido Colegiales, campeón de la Primera C, y Deportivo Español, peor promedio de los equipos metropolitanos de la Primera B Nacional.
El campeón fue Sarmiento, que se consagró al haber ganado la final del torneo ante Atlanta.

## Ascensos y descensos
| Posición | Descendidos de la Primera B 2002-03 |
| -------- | ----------------------------------- |
| 22.º     | Argentino (R)                       |
| 23.º     | San Miguel                          |

| Posición | Ascendido de la Primera C 2002-03 |
| -------- | --------------------------------- |
| Campeón  | Colegiales                        |

| Posición | Ascendido a la Primera B Nacional 2003-04 |
| -------- | ----------------------------------------- |
| Campeón  | Ferro Carril Oeste                        |

| Posición | Descendidos de la Primera B Nacional 2002-03 |
| -------- | -------------------------------------------- |
| 8.º      | Deportivo Español                            |

- De esta manera, el número de equipos se redujo a 22.

## Equipos participantes
| Equipo               | Localidad            | Estadio                      | Capacidad |
| -------------------- | -------------------- | ---------------------------- | --------- |
| All Boys             | Buenos Aires         | Islas Malvinas               | 21.500    |
| Almirante Brown      | Isidro Casanova      | Fragata Presidente Sarmiento | 25 000    |
| Argentino de Quilmes | Quilmes              | Argentino de Quilmes         | 7000      |
| Atlanta              | Buenos Aires         | Don León Kolbovsky           | 14.000    |
| Brown de Adrogué     | Adrogué              | Lorenzo Arandilla            | 4500      |
| Central Córdoba (R)  | Rosario              | Gabino Sosa                  | 10 000    |
| Colegiales           | Munro                | Libertarios Unidos           | 6000      |
| Def. de Cambaceres   | Ensenada             | 12 de Octubre                | 8500      |
| Deportivo Armenio    | Ingeniero Maschwitz  | Armenia                      | 10.500    |
| Deportivo Español    | Buenos Aires         | Nueva España                 | 32 500    |
| Deportivo Laferrere  | Laferrere            | Ciudad de Laferrere          | 10.000    |
| Deportivo Morón      | Morón                | Nuevo Francisco Urbano       | 32 000    |
| Estudiantes          | Caseros              | Ciudad de Caseros            | 16 740    |
| Flandria             | Jáuregui             | Carlos V                     | 5000      |
| Platense             | Vicente López        | Ciudad de Vicente López      | 31 030    |
| San Telmo            | Dock Sud             | Dr. Osvaldo Baletto          | 5500      |
| Sarmiento de Junín   | Junín                | Eva Perón                    | 22.000    |
| Sportivo Italiano    | Ciudad Evita         | República de Italia          | 7000      |
| Talleres             | Remedios de Escalada | Talleres                     | 15 000    |
| Temperley            | Turdera              | Alfredo Beranger             | 22.000    |
| Tigre                | Victoria             | José Dellagiovanna           | 28 680    |
| Tristán Suárez       | Tristán Suárez       | 20 de Octubre                | 15 000    |

### Distribución geográfica de los equipos
| Región                                   | Cant. | Equipos |
| ---------------------------------------- | ----- | --- |
| Conurbano bonaerense                     | 15    | Almirante Brown, Argentino de Quilmes, Brown de Adrogué, Colegiales, Deportivo Armenio, Deportivo Laferrere, Deportivo Morón, Estudiantes (BA), Platense, San Telmo, Sportivo Italiano, Talleres, Temperley, Tigre y Tristán Suárez |
| Ciudad de Buenos Aires                   | 3     | All Boys, Atlanta y Deportivo Español |
| Interior de la provincia de Buenos Aires | 2     | Flandria y Sarmiento (Junín) |
| Ciudad de Rosario                        | 1     | Central Córdoba |
| Gran La Plata                            | 1     | Defensores de Cambaceres |

## Formato

### Competición
Se disputaron dos torneos: Apertura y Clausura. En cada uno de ellos los 21 equipos se enfrentaron todos contra todos, quedando un equipo libre por fecha. Ambos campeonatos se jugaron a una sola rueda. Los partidos disputados en el Torneo Clausura representaron los desquites de los del Torneo Apertura, invirtiendo la localía. El campeón se define en una final disputada entre los campeones del Apertura y Clausura, en caso de ser el mismo equipo se consagra directamente.

### Ascensos
Al haber sido Sarmiento ganador de la final ante Atlanta, ascendido directamente a la Primera B Nacional.
Atlanta y los dos equipos que, al finalizar la temporada, hubieran obtenido la mayor cantidad de puntos, clasificaron al Torneo Reducido. El ganador del mismo disputó una promoción contra un equipo de la Primera B Nacional, el subcampeón compitió directamente en la final.

### Descensos
Los dos equipos que al finalizar la temporada ocupen los dos últimos lugares de la tabla de promedios descenderán a la Primera C, mientras que el que obtuvo el tercer peor promedio debió disputar una promoción ante un club de dicha categoría.

## Torneo Apertura 2003
| Pos | Equipo                   | Pts | PJ | PG | PE | PP | GF | GC | Dif |
| --- | ------------------------ | --- | -- | -- | -- | -- | -- | -- | --- |
| 1º  | Atlanta                  | 42  | 21 | 11 | 9  | 1  | 34 | 12 | 22  |
| 2º  | Deportivo Morón          | 39  | 21 | 10 | 9  | 2  | 41 | 20 | 21  |
| 3º  | Tristán Suárez           | 38  | 21 | 10 | 8  | 3  | 30 | 16 | 14  |
| 4º  | Flandria                 | 36  | 21 | 11 | 3  | 7  | 23 | 17 | 6   |
| 5º  | Almirante Brown          | 35  | 21 | 10 | 5  | 6  | 25 | 22 | 3   |
| 6º  | All Boys                 | 34  | 21 | 9  | 7  | 5  | 25 | 19 | 6   |
| 7º  | Sarmiento                | 33  | 21 | 9  | 6  | 6  | 25 | 25 | 0   |
| 8º  | Estudiantes              | 31  | 21 | 7  | 10 | 4  | 27 | 23 | 4   |
| 9º  | Colegiales               | 29  | 21 | 8  | 5  | 8  | 26 | 24 | 2   |
| 10º | Temperley                | 27  | 21 | 7  | 6  | 8  | 25 | 22 | 3   |
| 11º | Sportivo Italiano        | 27  | 21 | 6  | 9  | 6  | 20 | 19 | 1   |
| 12º | Central Córdoba          | 27  | 21 | 8  | 3  | 10 | 25 | 30 | -5  |
| 13º | Tigre                    | 27  | 21 | 7  | 6  | 8  | 20 | 25 | -5  |
| 14º | San Telmo                | 26  | 21 | 6  | 8  | 7  | 26 | 26 | 0   |
| 15º | Platense                 | 26  | 21 | 6  | 8  | 7  | 27 | 28 | -1  |
| 16º | Deportivo Laferrere      | 26  | 21 | 7  | 5  | 9  | 29 | 33 | -4  |
| 17º | Deportivo Armenio        | 25  | 21 | 6  | 7  | 8  | 23 | 27 | -4  |
| 18º | Defensores de Cambaceres | 24  | 21 | 6  | 6  | 9  | 26 | 32 | -6  |
| 19º | Deportivo Español        | 20  | 21 | 5  | 5  | 11 | 24 | 32 | -8  |
| 20º | Argentino de Quilmes     | 19  | 21 | 5  | 4  | 12 | 15 | 32 | -17 |
| 21º | Talleres (RE)            | 16  | 21 | 4  | 4  | 13 | 17 | 38 | -21 |
| 22º | Brown                    | 15  | 21 | 2  | 9  | 10 | 20 | 31 | -11 |

|  |                                         |
|  | Se consagró campeón del torneo apertura |

## Torneo Clausura 2004
| Pos | Equipo                   | Pts | PJ | PG | PE | PP | GF | GC | Dif |
| --- | ------------------------ | --- | -- | -- | -- | -- | -- | -- | --- |
| 1º  | Sarmiento                | 43  | 21 | 13 | 4  | 4  | 35 | 19 | 16  |
| 2º  | Tristán Suárez           | 43  | 21 | 12 | 7  | 2  | 37 | 22 | 15  |
| 3º  | Almirante Brown          | 42  | 21 | 13 | 3  | 5  | 40 | 29 | 11  |
| 4º  | Central Córdoba          | 40  | 21 | 12 | 4  | 5  | 47 | 25 | 22  |
| 5º  | Estudiantes              | 40  | 21 | 11 | 7  | 3  | 41 | 29 | 12  |
| 6º  | Atlanta                  | 39  | 21 | 11 | 6  | 4  | 34 | 24 | 10  |
| 7º  | Flandria                 | 35  | 21 | 10 | 5  | 6  | 18 | 15 | 3   |
| 8º  | All Boys                 | 30  | 21 | 8  | 6  | 7  | 42 | 29 | 13  |
| 9º  | Brown                    | 30  | 21 | 8  | 6  | 7  | 33 | 27 | 6   |
| 10º | Deportivo Morón          | 30  | 21 | 8  | 6  | 7  | 28 | 28 | 0   |
| 11º | Deportivo Español        | 28  | 21 | 6  | 10 | 5  | 32 | 33 | -1  |
| 12º | San Telmo                | 27  | 21 | 7  | 6  | 8  | 30 | 32 | -2  |
| 13° | Sportivo Italiano        | 27  | 21 | 7  | 6  | 8  | 22 | 25 | -3  |
| 14º | Temperley                | 26  | 21 | 6  | 8  | 7  | 20 | 22 | -2  |
| 15º | Platense                 | 25  | 21 | 6  | 7  | 8  | 26 | 23 | 3   |
| 16º | Tigre                    | 25  | 21 | 7  | 4  | 10 | 17 | 22 | -5  |
| 17º | Talleres (RE)            | 22  | 21 | 5  | 7  | 9  | 26 | 38 | -12 |
| 18° | Defensores de Cambaceres | 20  | 21 | 5  | 5  | 11 | 19 | 32 | -13 |
| 19º | Deportivo Armenio        | 17  | 21 | 4  | 5  | 12 | 18 | 30 | -12 |
| 20º | Deportivo Laferrere      | 16  | 21 | 4  | 4  | 13 | 24 | 41 | -17 |
| 21º | Colegiales 1             | 14  | 21 | 5  | 4  | 12 | 20 | 33 | -13 |
| 22º | Argentino de Quilmes     | 7   | 21 | 1  | 4  | 16 | 11 | 42 | -31 |

|  |                                         |
|  | Se consagró campeón del torneo clausura |

1: Se le descontaron 9 puntos

## Final
Se jugó entre el campeón del Torneo Apertura, Atlanta, y el campeón del Torneo Clausura, Sarmiento de Junín, a doble partido.
En el primer partido actuó como local Sarmiento, en el  Estadio Eva Perón, mientras que en la vuelta hizo de local Atlanta en su cancha, el Estadio Don León Kolbowsky. El primer choque se jugó el 12 de junio y finalizó 2 a 1 en favor del local, mientras que la revancha fue disputada el 19 de junio, aunque no concluyó, jugándose 68 minutos de tiempo reglamentario. El encuentro fue suspendido cuando el conjunto visitante ganaba 1-0 y el resultado global era de 3-1 en su favor, debido a una agresión recibida por un jugador de Sarmiento, Mauro Amato.
Si bien el partido no concluyó debido a este incidente, el resultado se mantuvo y por consiguiente Sarmiento de Junín se coronó campeón del torneo y ascendió a la Primera B Nacional
| 12 de junio de 2004 | Sarmiento de Junín | 2:1 | Atlanta | Estadio Eva Perón, Junín |  |

| 19 de junio de 2004 | Atlanta | 0:11 | Sarmiento de Junín | Estadio Don León Kolbowsky, Buenos Aires |  |

1: Suspendido a los 68 minutos del encuentro por agresión a un jugador del equipo visitante. El partido no continuó, mientras que el resultado se mantuvo.
Sarmiento de Junín salió campeón y ascendió a la Primera B Nacional

## Tabla de posiciones final del campeonato
| Pos | Equipo                   | Pts | PJ | PG | PE | PP | GF | GC | Dif |
| --- | ------------------------ | --- | -- | -- | -- | -- | -- | -- | --- |
| 1º  | Atlanta                  | 81  | 42 | 22 | 15 | 5  | 68 | 36 | 32  |
| 2º  | Tristán Suárez           | 81  | 42 | 22 | 15 | 5  | 67 | 38 | 29  |
| 3º  | Almirante Brown          | 77  | 42 | 23 | 8  | 11 | 65 | 51 | 14  |
| 4º  | Sarmiento                | 76  | 42 | 22 | 10 | 10 | 60 | 44 | 16  |
| 5º  | Estudiantes              | 71  | 42 | 18 | 17 | 7  | 68 | 52 | 16  |
| 6º  | Flandria                 | 71  | 42 | 21 | 8  | 13 | 41 | 32 | 9   |
| 7º  | Deportivo Morón          | 69  | 42 | 18 | 15 | 9  | 69 | 48 | 21  |
| 8º  | Central Córdoba          | 67  | 42 | 20 | 7  | 15 | 72 | 55 | 17  |
| 9º  | All Boys                 | 64  | 42 | 17 | 13 | 12 | 67 | 48 | 19  |
| 10º | Sportivo Italiano        | 54  | 42 | 13 | 15 | 14 | 42 | 44 | -2  |
| 11º | Temperley                | 53  | 42 | 13 | 14 | 15 | 45 | 44 | 1   |
| 12º | San Telmo                | 53  | 42 | 13 | 14 | 15 | 56 | 58 | -2  |
| 13º | Tigre                    | 52  | 42 | 14 | 10 | 18 | 37 | 47 | -10 |
| 14° | Platense                 | 51  | 42 | 12 | 15 | 15 | 53 | 51 | 2   |
| 15º | Social Español           | 48  | 42 | 11 | 15 | 16 | 56 | 65 | -9  |
| 16º | Brown                    | 45  | 42 | 10 | 15 | 17 | 53 | 58 | -5  |
| 16º | Deportivo Armenio        | 42  | 42 | 10 | 12 | 20 | 41 | 57 | -16 |
| 18º | Deportivo Laferrere      | 42  | 42 | 11 | 9  | 22 | 53 | 74 | -21 |
| 19º | Defensores de Cambaceres | 44  | 42 | 11 | 11 | 20 | 45 | 64 | -19 |
| 20º | Colegiales 1             | 39  | 42 | 13 | 9  | 20 | 46 | 57 | -11 |
| 21º | Talleres (RE)            | 38  | 42 | 9  | 11 | 22 | 43 | 76 | -33 |
| 22º | Argentino de Quilmes     | 26  | 42 | 6  | 8  | 28 | 26 | 74 | -48 |

|  | |
|  | Se consagró campeón al ganar la final y ascendió Primera B Nacional                                      |
|  | Clasificados a la semifinal del Torneo Reducido por una promoción con un equipo de la Primera B Nacional |
|  | Clasificado a la final del Torneo Reducido                                                               |

1: Se le descontaron 9 puntos

## Tabla de Promedios
| Pos | Equipo                   | PJ  | 2001/02 | 2002/03 | 2003/04 | Pts | Promedio |
| --- | ------------------------ | --- | ------- | ------- | ------- | --- | -------- |
| 1º  | Almirante Brown          | 120 | 64      | 70      | 77      | 211 | 1,758    |
| 2º  | Estudiantes              | 120 | 73      | 50      | 71      | 194 | 1,616    |
| 3º  | All Boys                 | 120 | 62      | 64      | 64      | 190 | 1,583    |
| 4º  | Central Córdoba          | 78  | -       | 56      | 67      | 123 | 1,576    |
| 5º  | Deportivo Morón          | 120 | 61      | 49      | 69      | 179 | 1,491    |
| 6º  | Platense                 | 78  | -       | 65      | 51      | 116 | 1,487    |
| 7º  | Sportivo Italiano        | 118 | 72      | 48      | 54      | 174 | 1,474    |
| 8º  | Atlanta                  | 120 | 33      | 57      | 81      | 171 | 1,425    |
| 9º  | Flandria                 | 118 | 32      | 38      | 71      | 171 | 1,425    |
| 10º | Temperley                | 118 | 58      | 51      | 53      | 162 | 1,372    |
| 11º | Sarmiento                | 120 | 53      | 35      | 76      | 164 | 1,366    |
| 12º | Tristán Suárez           | 120 | 39      | 41      | 81      | 161 | 1,341    |
| 13º | Deportivo Armenio        | 118 | 65      | 42      | 42      | 149 | 1,262    |
| 14º | Tigre                    | 78  | -       | 46      | 52      | 98  | 1,256    |
| 15º | Deportivo Laferrere      | 78  | -       | 56      | 44      | 98  | 1,256    |
| 16º | San Telmo                | 118 | 47      | 46      | 53      | 146 | 1,237    |
| 17º | Brown (A)                | 120 | 67      | 31      | 45      | 143 | 1,191    |
| 18º | Deportivo Español        | 42  | -       | -       | 48      | 48  | 1,142    |
| 19º | Defensores de Cambaceres | 120 | 52      | 41      | 44      | 137 | 1,141    |
| 20º | Talleres (RE)            | 120 | 54      | 44      | 38      | 136 | 1,133    |
| 21º | Colegiales               | 42  | -       | -       | 39      | 39  | 0,928    |
| 22º | Argentino (Q)            | 119 | 59      | 25      | 26      | 110 | 0,924    |

|  | Jugara la promoción con el ganador del reducido de la Primera C. |
|  | Descendió directamente a la Primera C                            |

## Torneo reducido
Los dos equipos que sumaron la mayor cantidad de puntos entre Apertura y Clausura al finalizar la temporada (excluyendo al campeón y el subcampeón) y el subcampeón se clasificaron para jugar el Reducido. El mismo consiste en un torneo por eliminación directa. Los equipos se enfrentaron a ida y vuelta con ventaja deportiva al mejor posicionado y el ganador accedió a la final, donde se sumó el subcampeón de la temporada, Atlanta. Todas las rondas se disputaron a doble partido, actuando el mejor ubicado en la tabla como local en el partido de vuelta.
El ganador fue el Tristán Suárez, que se clasificó para disputar una promoción contra un equipo de la Primera B Nacional.
|  | Semifinales                    | Semifinales                    | Semifinales                    |   |   | Final                         | Final                         | Final                         |  |
|  | del 12 de junio al 21 de junio | del 12 de junio al 21 de junio | del 12 de junio al 21 de junio |   |   | del 28 de junio al 1 de julio | del 28 de junio al 1 de julio | del 28 de junio al 1 de julio |  |
|  |                                |                                |                                |   |   |                               |                               |                               |  |
|  |                                |                                |                                |   |   |                               |                               |                               |  |
|  | Atlanta                        |                                |                                |   |   |                               |                               |                               |  |
|  |                                |                                |                                |   |   |                               |                               |                               |  |
|  | -                              |                                |                                |   |   |                               |                               |                               |  |
|  |                                | Atlanta                        | 1                              | 0 |   |                               |                               |                               |  |
|  |                                |                                |                                | 0 |   |                               |                               |                               |  |
|  |                                |                                | Tristán Suárez                 | 1 | 2 |                               |                               |                               |  |
|  | Almirante Brown                | 1                              | Tristán Suárez                 | 1 | 2 | 0                             |                               |                               |  |
|  | Almirante Brown                | 1                              |                                |   |   | 0                             |                               |                               |  |
|  | Tristán Suárez                 | 3                              | 0                              |   |   |                               |                               |                               |  |
|  | Tristán Suárez                 | 3                              | 0                              |   |   |                               |                               |                               |  |
|  |                                |                                |                                |   |   |                               |                               |                               |  |

## Promoción con Primera B Nacional
La disputaron el ganador del Torneo Reducido (Tristán Suárez) y el peor promedio de los equipos afiliados a AFA de la Primera B Nacional, Unión.
|  |

| Promoción con Primera B Nacional                  | Promoción con Primera B Nacional | Promoción con Primera B Nacional | Promoción con Primera B Nacional | Promoción con Primera B Nacional |
| Local                                             | Resultado                        | Visitante                        | Estadio                          | Fecha                            |
| ------------------------------------------------- | -------------------------------- | -------------------------------- | -------------------------------- | -------------------------------- |
| Tristán Suárez                                    | 0 - 0                            | Unión                            | Estadio 20 de Octubre            | 5 de julio                       |
| Unión                                             | 3 - 0                            | Tristán Suárez                   | Estadio 15 de Abril              | 10 de julio                      |
| Unión mantuvo la categoría con un global de 3 - 0 |                                  |                                  |                                  |                                  |

## Promoción con Primera C
El Club Atlético Talleres (RE) debió revalidar su plaza frente a Barracas Central.
|  |

| Promoción con Primera C                                   | Promoción con Primera C | Promoción con Primera C | Promoción con Primera C | Promoción con Primera C |
| Local                                                     | Resultado               | Visitante               | Estadio                 | Fecha                   |
| --------------------------------------------------------- | ----------------------- | ----------------------- | ----------------------- | ----------------------- |
| Barracas Central                                          | 0 - 3                   | Talleres (RE)           |                         | 30 de junio             |
| Talleres (RE)                                             | 2 - 0                   | Barracas Central        |                         | 4 de julio              |
| Talleres (RE) mantuvo la categoría con un global de 5 - 0 |                         |                         |                         |                         |